# Kondapura, Gauribidanur
Kondapura là một làng thuộc tehsil Gauribidanur, huyện Chikkaballapur, bang Karnataka, Ấn Độ.